# Championnat d'Europe féminin de rink hockey 1999
Navigation
Championnat d'Europe féminin 1997 Championnat d'Europe féminin 2001
Le championnat d'Europe de rink hockey féminin 1999 se déroule du 7 au 11 novembre 1999 à Springe en Allemagne. La compétition est remportée par l'équipe du Portugal féminine, qui devient ainsi championne d'Europe 1999.

## Participants
Neuf sélections nationales participent à cette cinquième édition des championnats d'Europe féminins :
- Allemagne
- Italie
- Espagne
- Portugal
- Pays-Bas
- Suisse
- Angleterre
- France
- Suède

## Format
La compétition est divisée en deux phases. Durant la phase de qualification, les équipes sont réparties dans deux groupes. À l'intérieur d'un groupe, chaque équipe se rencontre une fois. Une victoire rapporte deux points, un match nul un point et une défaite aucun point.
Les deux meilleures équipes de chaque groupe sont qualifiées pour les demi-finales. Les autres équipes se retrouvent dans un mini championnat pour déterminer les places 5 à 9. Les matchs joués lors de la phase qualificative ne sont pas rejoués; les résultats du précédent match sont repris dans le cadre de la phase de classement.

## Phase de qualification

### Groupe A
| Rang | Équipe    | Pts | J | G | N | P | Bp | Bc | Diff |  | Résultats |  |     |     |      |      |
| ---- | --------- | --- | - | - | - | - | -- | -- | ---- |  | --------- |  | --- | --- | ---- | ---- |
| 1    | Portugal  | 8   | 4 | 4 | 0 | 0 | 37 | 2  | +35  |  | Portugal  |  | 2-1 | 3-1 | 12-0 | 20-0 |
| 2    | Allemagne | 6   | 4 | 3 | 0 | 1 | 28 | 2  | +26  |  | Allemagne |  |     | 1-0 | 7-0  | 19-0 |
| 3    | Pays-Bas  | 4   | 4 | 2 | 0 | 2 | 24 | 4  | +20  |  | Pays-Bas  |  |     |     | 6-0  | 17-0 |
| 4    | France    | 2   | 4 | 1 | 0 | 3 | 10 | 26 | -16  |  | France    |  |     |     |      | 10-1 |
| 5    | Suède     | 0   | 4 | 0 | 0 | 4 | 1  | 66 | -65  |  | Suède     |  |     |     |      |      |

### Groupe B
Derrière l'Espagne première du groupe, l'Italie se classe deuxième à la différence de buts particulière avec +3 devant la Suisse avec +1 et l'Angleterre avec -4.
| Rang | Équipe     | Pts | J | G | N | P | Bp | Bc | Diff |  | Résultats  |  |     |     |     |
| ---- | ---------- | --- | - | - | - | - | -- | -- | ---- |  | ---------- |  | --- | --- | --- |
| 1    | Espagne    | 6   | 3 | 3 | 0 | 0 | 11 | 2  | +9   |  | Espagne    |  | 2-0 | 4-0 | 5-2 |
| 2    | Italie     | 2   | 3 | 1 | 0 | 2 | 6  | 5  | +1   |  | Italie     |  |     | 1-3 | 5-0 |
| 3    | Suisse     | 2   | 3 | 1 | 0 | 2 | 4  | 7  | -3   |  | Suisse     |  |     |     | 1-2 |
| 4    | Angleterre | 2   | 3 | 1 | 0 | 2 | 4  | 11 | -7   |  | Angleterre |  |     |     |     |

## Phase finale

### Matchs de classement
Les matchs disputés durant la phase de qualification ne sont pas rejoués. Ces résultats sont marqués d'un astérisque dans le tableau de résultats.
| Rang | Équipe     | Pts | J | G | N | P | Bp | Bc | Diff |  | Résultats (dom.\ext.) |  |     |      |      |       |
| ---- | ---------- | --- | - | - | - | - | -- | -- | ---- |  | --------------------- |  | --- | ---- | ---- | ----- |
| 5    | Pays-Bas   | 6   | 4 | 3 | 0 | 1 | 31 | 7  | +24  |  | Pays-Bas              |  | 5-6 | 3-1  | 6-0* | 17-0* |
| 6    | Suisse     | 6   | 4 | 3 | 0 | 1 | 24 | 8  | +16  |  | Suisse                |  |     | 1-2* | 4-1  | 13-0  |
| 7    | Angleterre | 6   | 4 | 3 | 0 | 1 | 27 | 4  | +23  |  | Angleterre            |  |     |      | 9-0  | 15-0  |
| 8    | France     | 2   | 4 | 1 | 0 | 3 | 11 | 20 | -9   |  | France                |  |     |      |      | 10-1* |
| 9    | Suède      | 0   | 4 | 0 | 0 | 4 | 1  | 55 | -54  |  | Suède                 |  |     |      |      |       |

### Tableau final
|  | Demi-finales | Demi-finales |                        |       | Finale | Finale |
|  | Demi-finales | Demi-finales |                        |       | Finale | Finale |
|  |              |              |                        |       |        |        |
|  |              |              |                        |       |        |        |
|  |              |              |                        |       |        |        |
|  | Espagne      | 4            |                        |       |        |        |
|  | Espagne      | 4            |                        |       |        |        |
|  | Allemagne    | 0            |                        |       |        |        |
|  | Allemagne    | 0            | Espagne                | 0 (0) |        |        |
|  |              |              | Espagne                | 0 (0) |        |        |
|  |              | Portugal     | 0 (1)                  |       |        |        |
|  | Portugal     | Portugal     | 0 (1)                  | 1     |        |        |
|  | Portugal     |              |                        | 1     |        |        |
|  | Italie       | 0            |                        |       |        |        |
|  | Italie       | 0            | Match pour la 3e place |       |        |        |
|  |              |              |                        |       |        |        |
|  |              |              |                        |       |        |        |
|  |              |              |                        |       |        |        |
|  | Italie       | 1 (1)        |                        |       |        |        |
|  | Italie       | 1 (1)        |                        |       |        |        |
|  | Allemagne    | 1 (3)        |                        |       |        |        |
|  | Allemagne    | 1 (3)        |                        |       |        |        |

1. 1 2 3 4  Le score entre parenthèses indique le score après la séance de tirs au but)

## Classement final
| # | Équipe     |
| - | ---------- |
| 1 | Portugal   |
| 2 | Espagne    |
| 3 | Allemagne  |
| 4 | Italie     |
| 5 | Pays-Bas   |
| 6 | Suisse     |
| 7 | Angleterre |
| 8 | France     |
| 9 | Suède      |